# Zach Cregger
Zachary Michael Cregger, dit Zach Cregger, est un acteur, humoriste, producteur, scénariste et réalisateur américain, né le 1er mars 1981 dans le comté d'Arlington (Virginie). Il est également membre de la troupe comique The Whitest Kids U' Know et créateur de la série télévisée du même nom.

## Biographie

### Jeunesse
Zachary Michael Cregger naît le 1er mars 1981 dans le comté d'Arlington, en Virginie, où il grandit avec ses frères Jake, Sam et Dan.
Lycéen, il participe à la troupe d'improvisation, appelée The Nation of Improv. Ils font des spectacles dans les centres commerciaux, ainsi que dans des auditoriums de différents lycées. Il interprète dans de différents groupes de comédie et de musique, avant d'aménager dans le Brooklyn, à New York, où il crée The Whitest Kids U' Know (WKUK) avec ses amis, Trevor Moore et Sam Brown (en).

### Carrière
En juillet 2022, son premier film d'horreur Barbarian, en tant que réalisateur et scénariste, est sélectionné au festival FrightFest (en), à Londres, en Angleterre (Royaume-Uni), où il projettera le 29 août.
En janvier 2025, il a été annoncé que Cregger allait produire un reboot de la franchise Resident Evil, prévu pour septembre 2026 .

### Vie privée
En 2018, Zach Cregger partage sa vie avec sa partenaire de longue date, Sara Paxton.

## Filmographie

### Acteur

#### Cinéma
- 2008 : College de Deb Hagan : Cooper
- 2009 : Miss March de Trevor Moore et lui-même : Eugene Bell
- 2011 : The Civil War on Drugs de Trevor Moore et lui-même : Abraham Lincoln, Ulysses Grant, etc.
- 2013 : Love & Air Sex de Bryan Poyser : Jeff
- 2014 : Date and Switch de Chris Nelson : Greg
- 2016 : Opening Night d'Isaac Rentz : Micky
- 2018 : Doubting Thomas de Will McFadden : Graham
- 2022 : Barbare (Barbarian) de lui-même : Everett
- 2024 : Mars de Sevan Najarian (voix)

Courts métrages
- 2011 : The Death and Return of Superman de Max Landis : Green Lantern / Hal Jordan
- 2011 : Heart Break de Heather Fink : Drew Copeland
- 2012 : The Wolf de Dustin Thomas Cartmill : Charlie
- 2015 : More Than Four Hours de Bryan Poyser : M. Whiting
- 2015 : Craggio de Zach Shields : Sean
- 2016 : Auto-Cowrecked de Hannah Leder : Andy
- 2017 : TBS Wrecked: Christmas Killer de JB Carlin (vidéo)
- 2020 : Debbie de Niki Schwartz-Wright : Zach

#### Télévision

##### Téléfilms
- 2013 : Assistance) d'Adam Bernstein : Seth Campbell
- 2014 : Fatrick) de Nat Faxon et Jim Rash : Patrick
- 2019 : Friends-In-Law) de Pamela Fryman

##### Séries télévisées
- 1998 : Homicide (Homicide: Life on the Street) : Dean Stamper (saison 7, épisode 2 : Brotherly Love)
- 2007-2011 : The Whitest Kids U' Know : divers personnages (60 épisodes)
- 2011 : Cherche partenaires désespérément (Friends with Benefits) : Aaron Greenway (13 épisodes)
- 2012-2013 : Guys with Kids : Nick (18 épisodes)
- 2013 : D.I.R.T. Comedy : Captain America (épisode : The Avengers: Unhulked)
- 2014-2015 : About a Boy : T.J. (7 épisodes)
- 2015 : Les McCarthy (The McCarthys) : Doug (saison 1, épisode 11 : The Ref)
- 2016-2018 : Wrecked : Les Rescapés (Wrecked) : Owen (30 épisodes)
- 2019 : Adam Ruins Everything : Berch (saison 3, épisode 4 : Adam Ruins Nature)
- 2019 : Une famille imprévisible (Just Roll with It) : Brent (saison 1, épisode 15 : Gator's Reunion)
- 2020 :WKUK Try to Play a Role Playing Game - The Buckerson & Meyers Saga : yphenPotamus7 (10 épisodes)

### Producteur
- 2011 : The Civil War on Drugs de Trevor Moore et lui-même (producteur délégué)
- 2024 : Mars de Sevan Najarian (producteur délégué)
- 2025 : Évanouis (Weapons) de lui-même

#### Télévision
- 2004-2006 : The Lounge (11 épisodes ; producteur associé)
- 2004-2006 : Uncle Morty's Dub Shack (17 épisodes)
- 2006 : Comedy Zen) (9 épisodes ; producteur associé)
- 2007-2011 : The Whitest Kids U' Know) (57 épisodes ; producteur / producteur délégué)
- 2020 : WKUK Try to Play a Role Playing Game - The Buckerson & Meyers Saga (14 épisodes ; producteur délégué)
- 2020 : WKUK Talk About Sketches) (producteur délégué)
- 2020 : Self Suck Saturday) (producteur délégué)
- 2020 : Newsboyz) (producteur délégué)
- 2020-2021 : Sexy Socks (3 épisodes ; producteur déléguée)
- 2020-2021 : Zucchini Boiz (30 épisodes ; producteur déléguée)
- 2021 : Sasquatch (3 épisodes ; producteur déléguée)

### Scénariste

#### Cinéma
- 2009 : Miss March de Trevor Moore et lui-même (co-écrit avec Trevor Moore)
- 2011 : The Civil War on Drugs Trevor Moore et lui-même (co-écrit avec Trevor Moore)
- 2022 : Barbare (Barbarian)
- 2024 : Mars de Sevan Najarian (coécrit avec Trevor Moore et Sam Brown)
- 2025 : Évanouis (Weapons) de lui-même

#### Télévision
- 2007-2011 : The Whitest Kids U' Know) (51 épisodes)
- 2020 :WKUK Try to Play a Role Playing Game - The Buckerson & Meyers Saga : yphenPotamus7 (14 épisodes)

### En tant que réalisateur

#### Cinéma
- 2009 : Miss March (co-réalisé avec Trevor Moore)
- 2011 : The Civil War on Drugs (co-réalisé avec Trevor Moore)
- 2022 : Barbare (Barbarian)
- 2025 : Évanouis (Weapons)

#### Télévision
- 2007-2011 : The Whitest Kids U' Know) (51 épisodes)
- 2020 : WKUK Try to Play a Role Playing Game - The Buckerson & Meyers Saga : yphenPotamus7 (10 épisodes)